# Nancy Olson
Nancy Ann Olson, född 14 juli 1928 i Milwaukee i Wisconsin, är en amerikansk skådespelare.
Olsons far var läkare. Hon studerade vid University of California, Los Angeles, där hon medverkade i skolpjäser. 1949 skrev hon på ett kontrakt med filmbolaget Paramount och samma år gjorde hon aktris sin filmdebut. Året därpå nominerades hon till en Oscar för sin roll i Sunset Boulevard. I denna och flera andra filmer spelade hon mot William Holden.
Åren 1950-1957 var hon gift med sångskrivaren Alan Jay Lerner, med vilken hon fick två döttrar, Liza och Jennifer. Olson drog sig tillbaka från filmen 1955, men gjorde comeback 1960, dock endast i småroller. 
Olson gifte sig 1962 med Alan Livingston, chef för skivbolaget Capitol Records. De förblev gifta tills han avled i mars 2009. Med Livingston fick hon en son. 

## Filmografi i urval
- 1948 – Porträtt av Jennie (ej krediterad)
- 1949 – Det stora tågöverfallet
- 1950 – Sunset Boulevard
- 1950 – Union Station
- 1952 – Spioncentral Hawaii
- 1953 – Att älska så
- 1955 – Kanske aldrig mer
- 1960 – Pollyanna
- 1963 – Flubbers son
- 1961 – Den tankspridde professorn
- 1972 – Snöbollsexpressen
- 1974 – Katastroflarm
- 1982 – Making Love
- 1997 – Flubber (ej krediterad)
- 2014 – Dumbbells

## Galleri

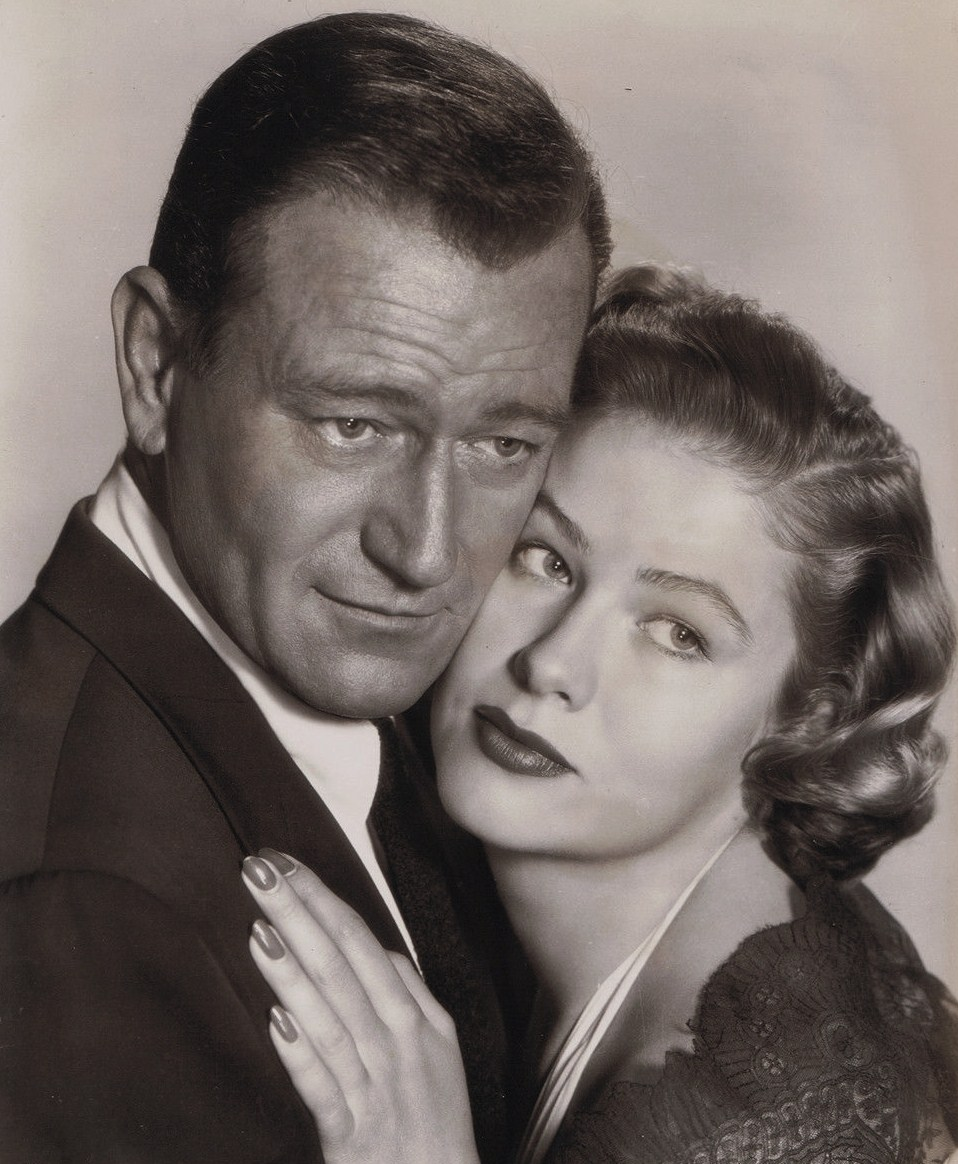
John Wayne och Nancy Olson i Spioncentral Hawaii (1952).
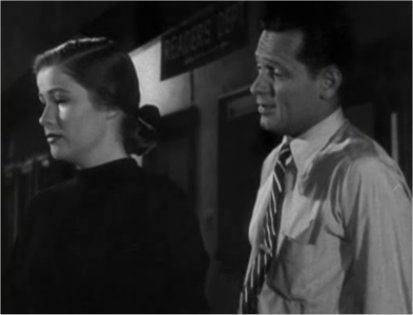
Nancy Olson och William Holden i Sunset Boulevard (1950).